# Sisyrinchium parvum
Sisyrinchium parvum là một loài thực vật có hoa trong họ Diên vĩ. Loài này được Espejo & López-Ferrari miêu tả khoa học đầu tiên.